# Eliza Doolittle (album)
Eliza Doolittle è l'album di debutto della cantante pop inglese omonima, pubblicato dall'etichetta discografica Parlophone come CD e download digitale il 12 luglio 2010 e lanciato dalla RSE. L'album, che contiene 13 tracce, è stato prodotto da Craigie Dodds, Matthew Prime, Jonny Sharp, Phil Thornalley, Mads Hauge, James Napier e Greg Kurstin.
Il primo singolo, Skinny Genes, è stato pubblicato l'11 aprile 2010, mentre il secondo e di maggior successo, Pack Up, il 4 luglio. Il terzo singolo confermato è Rollerblades. Il quarto singolo è stata la ripubblicazione di Skinny Genes, avvenuta il 27 dicembre 2010, per la quale è stato realizzato un nuovo video musicale; il quinto singolo è stato Mr Medicine ed è uscito il 7 marzo 2011.
L'album è entrato nella classifica britannica alla terza posizione, per poi scendere alla quinta la settimana successiva e risalire alla quarta. In Irlanda ha mantenuto la decima posizione per quattro settimane consecutive. Il 23 luglio 2010, solo undici giorni dopo la pubblicazione dell'album, è stato certificato disco di platino in Regno Unito per aver venduto più di 300 000 copie. È entrato nella classifica olandese all'ottantunesima posizione durante la settimana del 14 agosto 2010.

## Critiche
Le critiche all'album sono state generalmente positive. Michael Hann di The Guardian ha valutato l'album quattro stelle su cinque, affermando che "è piccolo miracolo il fatto che un'artista riesca a fare un album di debutto così coerente e dal suono leggero". Fraser McAlpine di BBC Music ha dato all'album cinque stelle su cinque, descrivendo la voce di Eliza "una cosa bella ed espressiva: è alta e chiara, e occasionalmente ha anche un lato emotivo" e le canzoni "dalle carine e cinguettanti melodie". Secondo John Murphy di musicOMH, la voce di Eliza Doolittle è abbastanza simile a quella di Lily Allen; ha dato tre stelle su cinque al disco.

## Tracce
1. Moneybox – 3:04 (Eliza Doolittle, Matthew Prime, Tim Woodcock)
2. Rollerblades – 3:03 (Eliza Doolittle, Jonny Sharp, Craigie Dodds)
3. Go Home – 2:57 (Eliza Doolittle, Phil Thornalley, Mads Hauge)
4. Skinny Genes – 3:05 (Eliza Doolittle, Matthew Prime, Tim Woodcock)
5. Mr Medicine – 3:27 (Eliza Doolittle, John Beck, Steven Chrisanthou)
6. Missing – 3:43 (Eliza Doolittle, Craigie Dodds)
7. Back to Front – 3:44 (Eliza Doolittle, Craigie Dodds, Will Johnstone)
8. A Smokey Room – 2:53 (Eliza Doolittle, Jonny Sharp, Craigie Dodds)
9. So High – 2:44 (Eliza Doolittle, James Napier)
10. Nobody – 3:00 (Eliza Doolittle, Greg Kurstin, Lauren Christy)
11. Pack Up – 3:44 (Eliza Doolittle, Matthew Prime, Tim Woodcock, George Powell, Felix Powell)
12. Police Car – 3:24 (Eliza Doolittle, Craigie Dodds)
13. Empty Hand – 3:05 (Eliza Doolittle, Greg Kurstin)

Durata totale: 41:53

## Formazione
- Eliza Doolittle - voce, cori
- Greg Kurstin - tastiera, programmazione, chitarra
- Tom Meadows - batteria
- Phil Thornalley - glockenspiel, battito di mani, pianoforte, chitarra
- Pete Davis - programmazione addizionale
- Steve Chrisanthou - basso, programmazione
- Craigie Dodds - chitarra, tastiera, basso, batteria, ukulele
- James Napier - batteria, chitarra
- Jonny Dollar - basso, percussioni, chitarra
- Paul Williams - chitarra addizionale
- Will Johnstone - mellotron
- Ash Soan - batteria
- Matt Prime - basso, programmazione, tastiera, chitarra
- Paul Stanley-McKenzie - batteria, percussioni
- Dean James - percussioni
- Arnulf Linder - contrabbasso
- Jake Newman - contrabbasso
- Ian Burdge - violoncello

## Classifiche
| Classifica (2010) | Posizione massima |
| ----------------- | ----------------- |
| Belgio (Fiandre)  | 46                |
| Belgio (Vallonia) | 100               |
| Danimarca         | 38                |
| Francia           | 101               |
| Irlanda           | 10                |
| Italia            | 55                |
| Paesi Bassi       | 45                |
| Regno Unito       | 3                 |
| Spagna            | 64                |

## Pubblicazione
| Paese       | Data              | Formati               | Etichetta       |
| ----------- | ----------------- | --------------------- | --------------- |
| Regno Unito | 12 luglio 2010    | CD, download digitale | Parlophone      |
| Paesi Bassi | 6 agosto 2010     | CD, download digitale | Parlophone      |
| Italia      | 28 settembre 2010 | CD, download digitale | EMI Music Italy |